# Плавання під вітрилами
Плавання під вітрилами — це мистецтво керування судном, що має вітрила, на поверхні води (вітрильне судно, вітрильна дошка або кайтсерфер), на льоду (буєр) або на суші (сухопутні яхти).
Курс, визначений щодо справжнього напрямку вітру, називається курсом відносно вітру. Моряки регулюють вітрила відносно вітру, щоб мобілізувати його силу. Силам, що передаються через вітрила, протистоять сили що діють на корпус, кіль та керма вітрильного судна, сили від ковзанів льодового судна або сили від коліс наземного вітрильного судна.
У XXI столітті плавання під вітрилами — здебільшого активний відпочинок або вітрильний спорт.
До середини XIX століття парусні кораблі були основним засобом морської торгівлі та морських бойових дій. Цей період відомий як Доба Вітрила.

## Історія
Протягом історії плавання під вітрилами мало важливе значення для розвитку цивілізації, забезпечуючи людству більшу мобільність, ніж подорож по суші, для торгівлі, транспортування вантажів чи ведення війни. З вітрильними кораблями розвивалася риболовля. Найдавніше зображення корабля під вітрилом зображено на розмальованому диску, датованому між 5500 в 5000 роками до н. е., який знайшли на території сучасного Кувейту. Австронезійські народи долали величезні відстані відкритого океану на каное з аутригером. Розвиток технологій плавання в Середньовіччі дає можливість арабським, китайським, індійським та європейським дослідникам здійснювати довші подорожі в регіони з екстремальними погодними та кліматичними умовами. Вдосконалені вітрила, щогли та такелаж; впровадження в морське судноплавство, посоха Якова та морських навігаційних карт, дозволили зробити морські подорожі більш надійними. Починаючи з XV століття, європейські кораблі пішли далі на північ до Великої Ньюфаундлендської банки та затоки Святого Лаврентія, і врешті почали досліджувати Тихоокеанський північний захід та Західну Арктику. Плавання під вітрилами сприяло багатьом науковим експедиціям у світі.